# Ove Kant
Ove Ingvar Kant, född 24 maj 1929 i Tegelsmora, död 26 februari 1997 i Örbyhus, var en svensk regissör och skådespelare.

## Filmografi
Roller
- 1952 – För min heta ungdoms skull
- 1953 – Marianne
- 1955 – Våld
- 1975 – Maria
- 1977 – Elvis! Elvis!

Regi (urval)
- 1956 – Ungern vädjar
- 1968 – Våldtäkt
- 1970 – Olsenbanden og Dynamitt-Harry
- 1977 – 91:an och generalernas fnatt